# 环球广场一号
环球广场一号（One Worldwide Plaza）是于1989年完工的一个由三栋楼组成的商用、住宅混合建筑群的一部分，位于纽约市曼哈顿第八大道825号。环球广场一号大楼为商业写字楼，二号楼为住宅公寓，三号楼则为底层住宅公寓，向街一面为商铺。Skidmore, Owings & Merrill设计了商业写字楼部分。

## 图集
- 前为喷泉，后为环球广场二号、三号楼的公共广场照
- 从第九大道、49街交口向东看，前为三号楼，后为一号、二号楼
- 第八大道主入口
- 环球广场南侧